# 路易森塔尔
路易森塔尔（德語：Luisenthal，發音：[luˈiːzn̩ˌtaːl]，意为“路易丝之谷”）是德国图林根州哥达县的市镇，面积30.58平方千米，2023年12月31日人口为1,151人。